# Ankwe (Fluss)
Der Ankwe  (Dep im Oberlauf) ist ein linker Nebenfluss der Benue in Nigeria.

## Verlauf
Der wasserreiche Fluss entspringt als Dep im Süden des Jos-Plateaus. Er fließt in südliche Richtung, entlang dem Pandam Wildlife Park. Der Fluss bildet auf einem langen Stück die Grenze zwischen den Bundesstaaten Plateau und Nassarawa, und im Unterlauf die Grenze zwischen Nassarawa und Taraba. Der Ankwe mündet etwa 100 km nordöstlich von Makurdi in den Benue.

## Hydrometrie
Die Abflussmenge des Ankwe (Dep) wurde an der Pegel-Station Gallo, etwa bei einem Drittel des Einzugsgebietes, gemessen (in m³/s, Werte aus Diagramm abgelesen).

## Abgrenzung
Die Abgrenzung zwischen den beiden Flüssen Dep und Ankwe ist sehr unscharf. Häufig wird der Dep als Quell- oder Nebenfluss des Ankwe genannt. Teils wird auch das gesamte Flusssystem als das des Dep bezeichnet. Somit ergibt sich in der Literatur teils die Darstellung, dass der Ankwe und der Dep zwei unterschiedliche Gewässer sind die in den Benue münden. Zumeist werden jedoch der Unterlauf und das Gewässersystem als das des Ankwe genannt.